# Donji Bunibrod
Donji Bunibrod (izvirno srbsko Доњи Буниброд) je naselje v Srbiji, ki upravno spada pod Mesto Leskovac; slednja pa je del Jablaniškega upravnega okraja.

## Demografija
V naselju živi 505 polnoletnih prebivalcev, pri čemer je njihova povprečna starost 40,9 let (39,5 pri moških in 42,3 pri ženskah). Naselje ima 171 gospodinjstev, pri čemer je povprečno število članov na gospodinjstvo 3,77.
To naselje je, glede na rezultate popisa iz leta 2002, večinoma srbsko, a v času zadnjih treh popisov je opazno zmanjšanje števila prebivalcev.
|  |

| Demografija | Demografija     | Demografija     |
| Leto        | Št. prebivalcev | Št. prebivalcev |
| ----------- | --------------- | --------------- |
|             |                 |                 |
|             |                 |                 |
|             |                 |                 |
|             |                 |                 |
| 1948        | 755             |                 |
| 1953        | 748             |                 |
| 1961        | 745             |                 |
| 1971        | 739             |                 |
| 1981        | 696             |                 |
| 1991        | 678             | 658             |
| 2002        | 667             | 644             |
|             |                 |                 |

| Etnična sestava po popisu iz leta 2002 | Etnična sestava po popisu iz leta 2002 | Etnična sestava po popisu iz leta 2002 | Etnična sestava po popisu iz leta 2002 | Etnična sestava po popisu iz leta 2002 |
| -------------------------------------- | -------------------------------------- | -------------------------------------- | -------------------------------------- | -------------------------------------- |
| Srbi                                   | Srbi                                   |                                        | 636                                    | 98,75%                                 |
| Makedonci                              | Makedonci                              |                                        | 2                                      | 0,31%                                  |
| Bolgari                                | Bolgari                                |                                        | 1                                      | 0,15%                                  |
| Neznano                                | Neznano                                |                                        | 5                                      | 0,77%                                  |